# لکی (کوهستان)
لکی یا لاکاگی (ایسلندی: Lakagígar) یک شکاف آتش‌فشانی است که دز جنوب ایسلند قرار دارد. شدت فوران این آتش‌فشان ۶ VEI محاسبه شده‌است.
این مجموعه ناهمواری‌ها شامل ۱۳۰ دهانه آتشفشانی است که ارتفاع آن‌ها متغیر است و تا ۱٬۷۲۵ متر می‌رسد.